# Misox

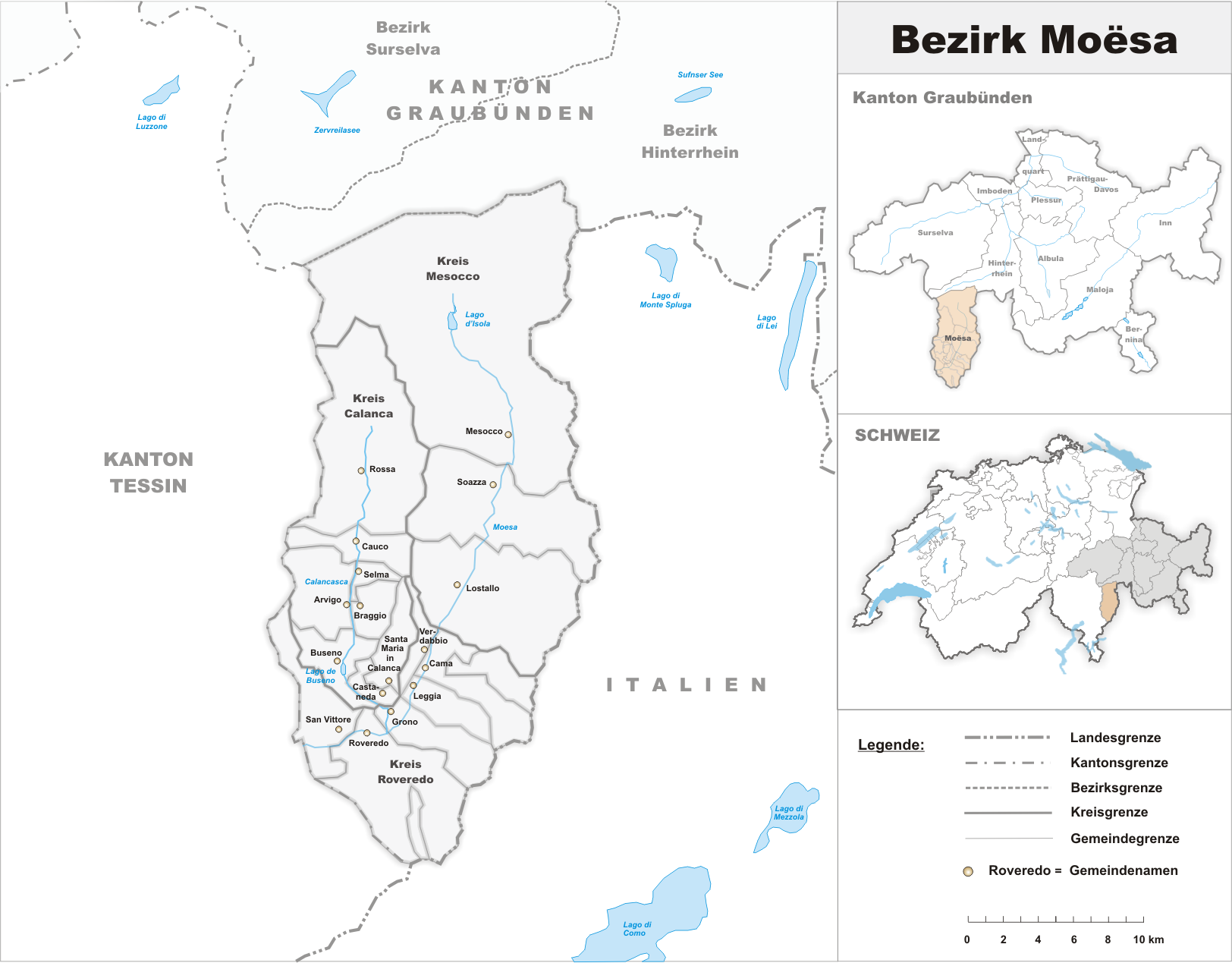
Region Moesa bestehend aus Misox und Calancatal

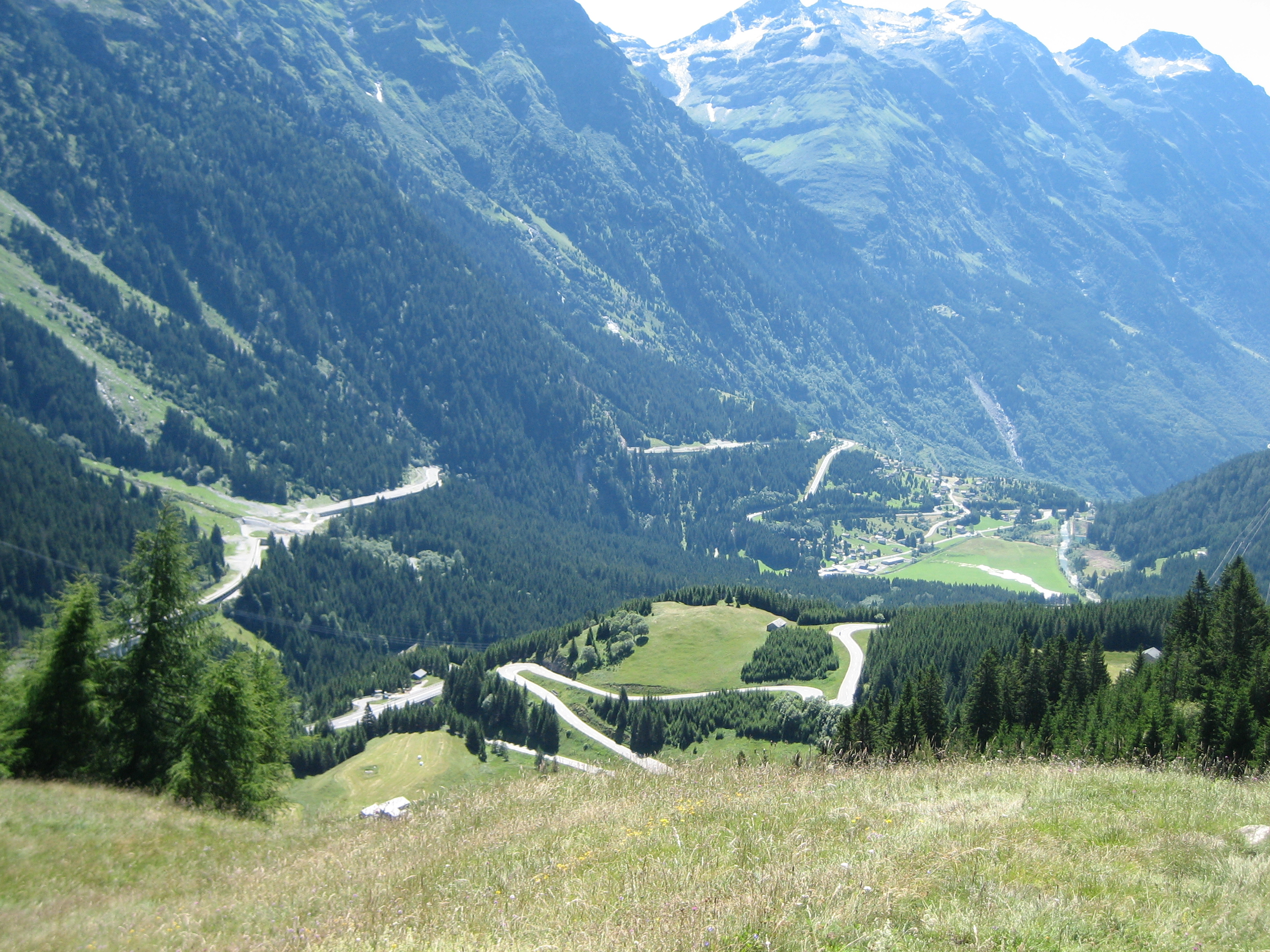
Blick nach Süden ins Misox mit der Ebene von Pian San Giacomo

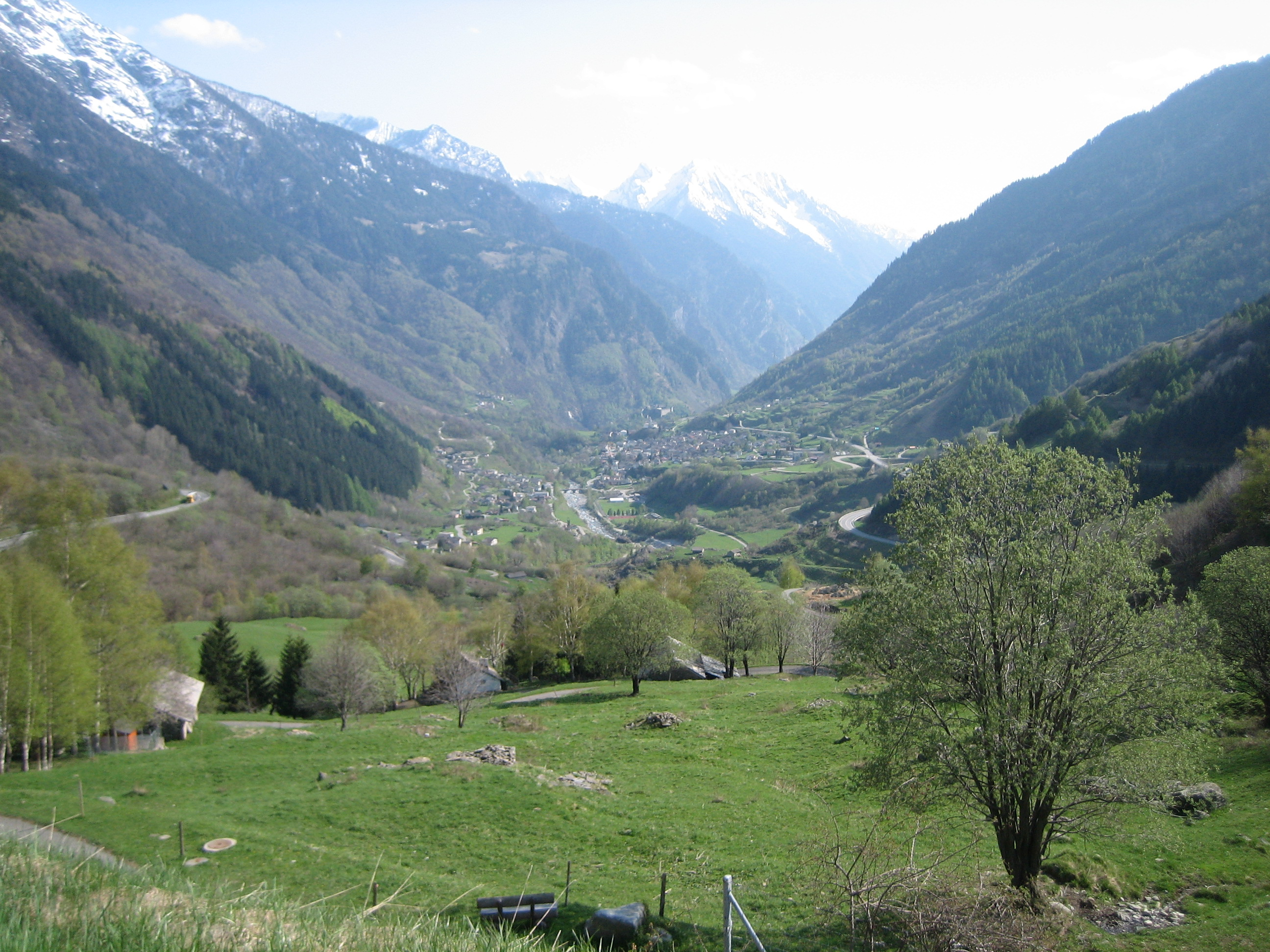
Mesocco

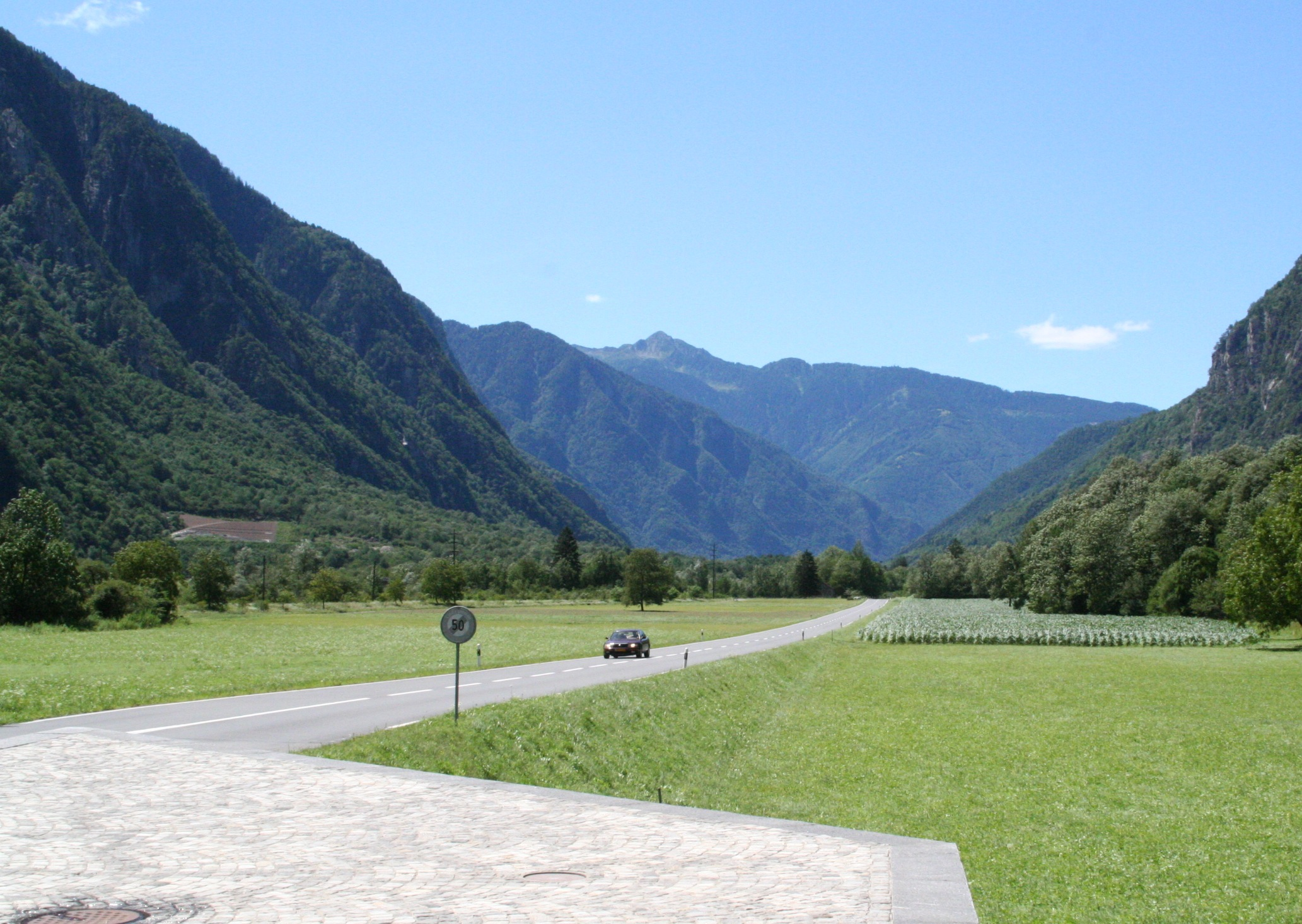
Bei Lostallo

Das Misox (italienisch Val oder Valle Mesolcina) ist ein Tal im Schweizer Kanton Graubünden südlich des San-Bernardino-Passes.

## Geographie
Das Tal erstreckt sich vom San-Bernardino-Pass in südlicher Richtung bis Grono, wo es sich mit dem Calancatal vereinigt, und von dort westwärts bis an die Tessiner Grenze kurz vor Bellinzona. Durch das Misox fliesst die Moesa, die kurz hinter der Tessiner Grenze in den Tessin (italienisch: Ticino) mündet. Nachbartäler sind im Westen das Calancatal und im Osten das Val San Giacomo in Italien. Nördlich des San-Bernardino-Passes schliesst sich das Rheinwald an.
Das Misox ist wie das Bergell und das Puschlav ein Bündner Tal südlich des Alpenhauptkammes. Im Misox wird Italienisch gesprochen wie im Bergell und Puschlav und nicht wie im restlichen Graubünden Schweizerdeutsch oder Rätoromanisch.
In Grono wurde am 11. August 2003 mit 41,5 °C die offiziell höchste je gemessene Temperatur in der Schweiz registriert.

## Orte im Misox
Das Misox liegt in der Bündner Region Moesa. Bis zur Gebietsreform im Kanton Graubünden 2015–2017 bestanden die Verwaltungskreise Mesocco, Roveredo und Calanca im ehemaligen Bezirk Moesa, der durch die Region Moesa abgelöst worden ist.
Zum Misox (ohne Calancatal) gehören folgende Gemeinden (von Nord nach Süd):
- Mesocco
- Soazza
- Lostallo
- Cama
- Grono
- Roveredo
- San Vittore

## Geschichte
Die Familie der Sax (italienisch: de Sacco) herrschte im Castello di Mesocco über die Täler Misox und Calanca von etwa 1100 bis zum Jahre 1480. Sie hatten zwei Gerichtsgemeinden Mesocco und Roveredo eingesetzt und drei Verwaltungsgebiete (italienisch: Squadre) Mesocco, di Mezzo (Soazza, Lostallo, Cama, Verdabbio und Leggia) und Roveredo (Grono, Roveredo und San Vittore) eingerichtet. Die Hundertschaft (italienisch: Centena), eine öffentliche Versammlung der Bürger, war die gesetzgebende Gewalt, sie fand jedes Jahr am 25. April in Lostallo statt. Ein Generalrat übte die exekutive Gewalt aus, und das Talgericht bestand aus jeweils 30 Geschworenen. 1480 veräusserte Giovanni Pietro de Sacco seine Herrschaftsrechte an den Mailänder Feldherren Gian Giacomo Trivulzio. Während der Herrschaft der Trivulzio-Familie prägte eine Münzwerkstätte in Roveredo Gold- und Silbermünzen.
Ebenfalls 1480 lehnten sich die Bewohner von Soazza und Mesocco an den Grauen Bund an, gefolgt von der Einwohnerschaft der restlichen Teile der Talschaften am 4. August 1496. Gian Francesco Trivulzio, der Sohn von Gian Giacomo Trivulzio, billigte im Jahre 1549 gegen eine Zahlung von 24'500 Golddukaten eine Ablösung der noch verbliebenen Herrschaftsrechte. Seit diesem Jahre ist die Geschichte von Misox eng mit der der Drei Bünde bzw. Graubündens verbunden.
1555 zogen die ausgewiesenen Evangelischen Locarnos durchs Misox und durchs Rheintal nach Zürich. Giovanni Beccaria, der Reformator Locarnos, war schon 1549 ins Misox geflüchtet. Er nahm 1559 erneut seine Lehrer- und Predigertätigkeit in diesem Tal wieder auf, um den entstandenen evangelischen Gemeinden zu dienen. 1561 wurde er aufgrund katholischer Interventionen im Rahmen der Gegenreformation aus dem Misox verbannt und flüchtete ins tolerantere Chiavenna und 1571 nach Bondo, wo er als reformierter Pfarrer tätig war.  Die Evangelischen, vorwiegend italienische Glaubensflüchtlinge, wurden anlässlich der Pastoralvisite von Bischof Karl Borromäus 1583 zum katholischen Glauben gezwungen. 108 Personen wurden angeklagt, davon elf wegen angeblicher Hexerei durch die weltliche Gewalt verbrannt, die übrigen kehrten unter Folter zur katholischen Kirche zurück.
Bereits seit 1500 waren viele Menschen aus dem Misox aus wirtschaftlichen Gründen emigriert; danach waren sie als Kaminfeger, Baumeister, Stuckateure, Glaser und Flachmaler in ganz Europa tätig. Auch im 17. Jahrhundert kam es im Misox zu verschiedenen Hexenprozessen unter fragwürdigen Umständen.
Über Ereignisse und Themen aus dem Misox berichtet die Radiosendung Voci del Grigione italiano.

## Wirtschaft
Der grosse Waldbestand wurde früher für Holzschlag und -export in die Lombardei genutzt. Landwirtschaft, vor allem Viehzucht, wurde früher intensiv betrieben, sie ist nach dem Zweiten Weltkrieg stark zurückgegangen. Heute werden Reben im unteren Misox angebaut; Rinder-, Ziegen- und Schafzucht mit Alpbestossung ist im oberen Misox vorherrschend.
Um 1950 wurden die ersten grossen Wasserkraftwerke erstellt. Heute sind die Elektrizitätswerke von Ara bei Soazza und von Lostallo in Betrieb. Auch einige Unternehmen der Metall- und Plastikverarbeitung, der Bekleidungsindustrie, mehrere Baufirmen und Handwerksbetriebe sind im Tal niedergelassen. Viele Arbeitnehmende fahren als Pendler in die Agglomerationen von Bellinzona und Lugano. Etwas Tourismus entwickelte sich in San Bernardino, in kleinerem Umfang auch auf der Alp Laura bei Roveredo. Die meisten Skilifte in San Bernardino wurden 2012 geschlossen, weil Investoren fehlten. Das hatte negative Auswirkungen auch auf die Hotellerie, Gewerbe und die gesamte lokale Wirtschaft. Im August 2023 wurden die Anlagen vom Unternehmen San Bernardino Swiss Alps erworben, saniert und Ende Dezember 2023 wieder in Betrieb genommen.

## Verkehr
Schon im Mittelalter führte eine einfache Transitstrasse durch das Misox, die den Süden mit dem Norden Europas verband. Um 1750 wurde sie ausgebaut und verbreitert. 1818–1822 wurde eine neue Passstrasse unter der Leitung des Tessiner Ingenieurs Giulio Pocobelli über den San Bernardinopass gebaut, die noch heute im Sommerhalbjahr befahrbar ist.
1907–1972 wurde das untere Misox durch eine elektrifizierte Schmalspurbahn befahren, die von Bellinzona bis Mesocco führte; seither bestehen verschiedene Postautoverbindungen nach San Bernardino, Thusis und Chur.
Seit 1967 verbindet der 6,6 Kilometer lange San Bernardino-Strassentunnel die Dörfer San Bernardino und Hinterrhein, seit 1973 führt die Halbautobahn A13 durchgängig von Bellinzona nach Chur. Im Juni 2024 wurde die A13 stark durch Unwetter beschädigt und für den Verkehr gesperrt. Die Autobahn soll Mitte Juli 2024 wiedereröffnet werden.
Seit Jahrhunderten gibt es zusätzlich Saumpfade und Wanderwege über den San-Jorio-Pass, wo man zum Comersee kommt. Durch das Val de la Forcola und den Forcola-Pass erreicht man Chiavenna.